# Wilkie Collins
Wilkie Collins (Londen, 8 januari 1824 – aldaar, 23 september 1889) was een Britse schrijver en een tijdgenoot en vriend van Charles Dickens. Collins was een veelschrijver en publiceerde ook in Dickens' tijdschriften Household Words en All the Year Round. Hij geniet de meeste bekendheid als schrijver van de romans The Woman in White (1860) en The Moonstone (1868), beide voorlopers van de detectiveroman.
De publicatie van The Moonstone zorgde voor een sensatie door de sensationele beschrijvingen die erin werden gegeven van opiumverslaving. Wilkie Collins baseerde deze gedeeltelijk op zijn eigen ervaringen met deze drug. Als een gevolg van deze verslaving leed Wilkie Collins op latere leeftijd in toenemende mate aan waanvoorstellingen. De meest opzienbarende hiervan was zijn overtuiging dat hij constant werd vergezeld van een dubbelganger, die hij "Ghost Wilkie" noemde.
Wilkie Collins was de oudste zoon van de kunstschilder William Collins en een broer van Charles Allston Collins, die eveneens schilder was. In 1848 publiceerde hij een biografie van zijn vader onder de titel Memoirs of the Life of William Collins, Esq., R.A.